# كريستوفر ستون
كريستوفر ستون (بالإنجليزية: Christopher Stone)‏ هو ممثل أمريكي، ولد في 4 أكتوبر 1942 في الولايات المتحدة، وتوفي في 20 أكتوبر 1995 بلوس أنجلوس في الولايات المتحدة بسبب نوبة قلبية.

## أعمال

### أفلام
- (1983) كوجو

### مسلسلات
- لاسي الجديدة

## وصلات خارجية
- كريستوفر ستون على موقع IMDb (الإنجليزية)
- كريستوفر ستون على موقع روتن توميتوز (الإنجليزية)
- كريستوفر ستون على موقع ألو سيني (الفرنسية)
- كريستوفر ستون على موقع تيرنر كلاسيك موفيز (الإنجليزية)
- كريستوفر ستون على موقع أول موفي (الإنجليزية)
- كريستوفر ستون على موقع قاعدة بيانات الفيلم (الإنجليزية)